# Kultur Japans

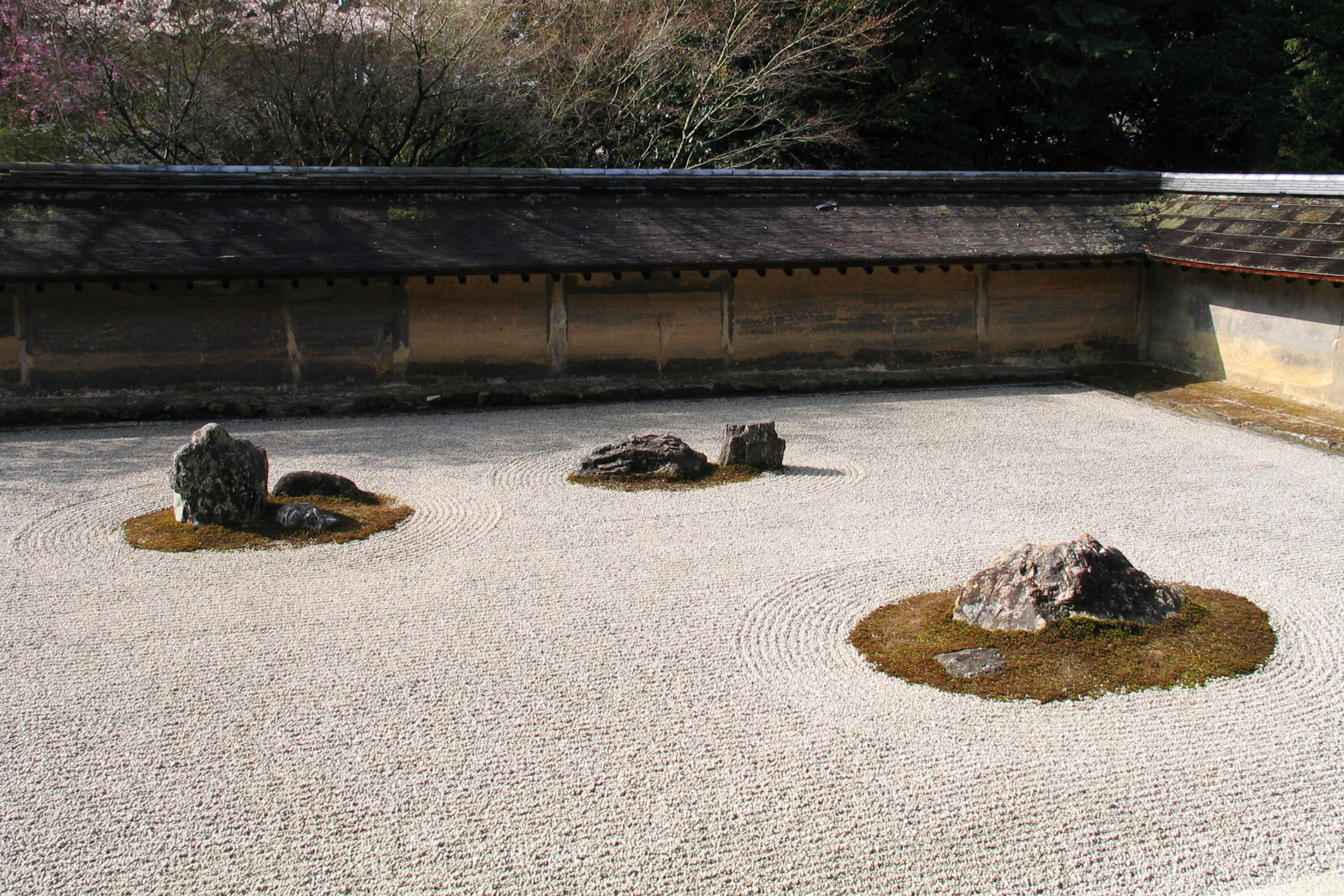
Zengarten (Ryōan-ji)

Die Kultur Japans vereint vielerlei Einflüsse aus Asien, Ozeanien und China sowie der westlichen Welt. Die zwischenzeitliche freiwillige Isolierung Japans und die besondere geographische Lage haben einige kulturelle Besonderheiten betont. Auch wenn die Abschließung Japans bei weitem nicht so dicht war wie oft angenommen, spielt sie eine wichtige Rolle im Selbstbild der Japaner.

## Kulturgeschichte
Die japanischen Inseln wurden in mindestens zwei Wellen besiedelt: In der Jōmon-Zeit wanderten Menschen wahrscheinlich von Nordostsibirien nach Japan ein, in einer zweiten Phase, der Yayoi-Zeit, über die koreanische Halbinsel. Aus dieser Zeit sind auch erste Landwirtschaftstechniken (Trockenfeldbau) nachgewiesen.
Im 7. Jahrhundert kamen mit koreanischen buddhistischen Mönchen neben der Religion auch die chinesische Schrift, die chinesischen Klassiker und der Konfuzianismus nach Japan.
In der Heian-Zeit kam es zu einer ersten Blüte, als der Hofadel unter chinesischen Einflüssen eine eigenständige Dichtkunst und Literatur entwickelte.
In den darauffolgenden Epochen wurde das Land immer wieder von Bürgerkriegen verwüstet, wodurch der Schwertadel, die Bushi, später als Samurai bezeichnet, zur wichtigsten Schicht aufstieg. Neben der Kriegs- und der Schwertschmiedekunst bildete sich auch eine neue Form des Buddhismus, der Zen heraus, der den Kriegern zusprach.
Erst in der Edo-Zeit im 17. Jahrhundert, unter den Tokugawa, kam das Land wieder zur Ruhe. Die Samurai wurden zu einer Beamtenschicht, die ihre Kriegertugenden in den Kampfkünsten, Bujutsu bzw. Budō, bewahrte. Der Einfluss des Zen spiegelte sich nun auch in Dichtkunst, Gartenkunst und Musik wider. Durch Frieden und wirtschaftlichen Aufschwung kam in dieser Zeit auch die vierte Schicht, die Händler, zu Reichtum. Da ihnen der soziale Aufstieg verwehrt war, suchten die Händler in der Kunst einen Weg, die Samurai zu übertrumpfen. Sie förderten Teehäuser, in denen die Geisha die Teezeremonie, Blumensteckkunst, Musik und Tanz praktizierten. Sie förderten auch das Kabuki-Theater. In den Städten bildeten sich besondere Vergnügungsbezirke, besonders in Edo, wo die Daimyō das halbe Jahr unter der direkten Kontrolle des Shōgun verbringen mussten.
Eine dritte Blütezeit der Kultur erlebt Japan in der Nachkriegszeit, in der Japan eine lebhafte Popkultur hervorgebracht hat, die westliche Einflüsse und japanische Tradition verbindet.

## UNESCO-Weltkulturerbe in Japan

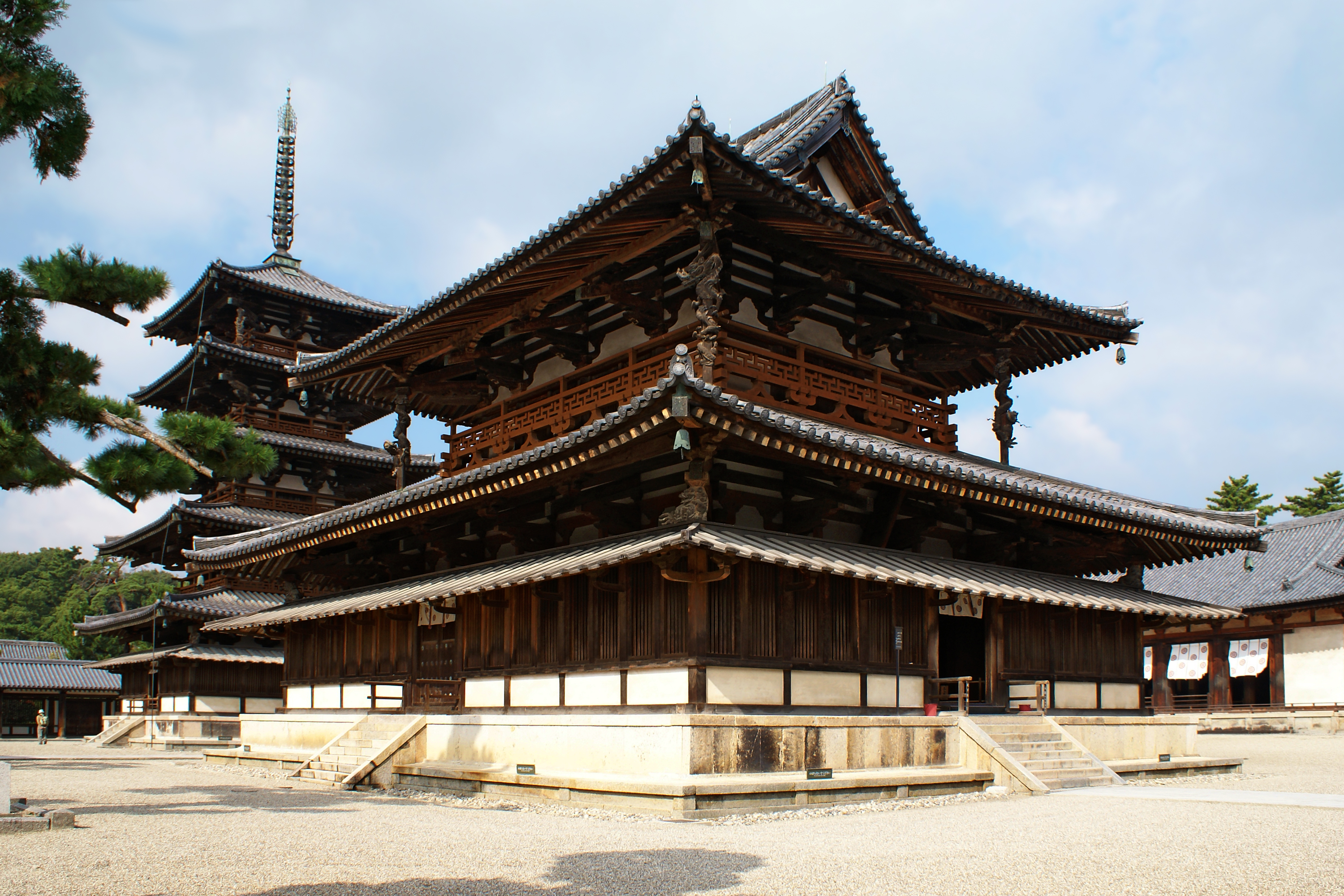
Hōryū-ji
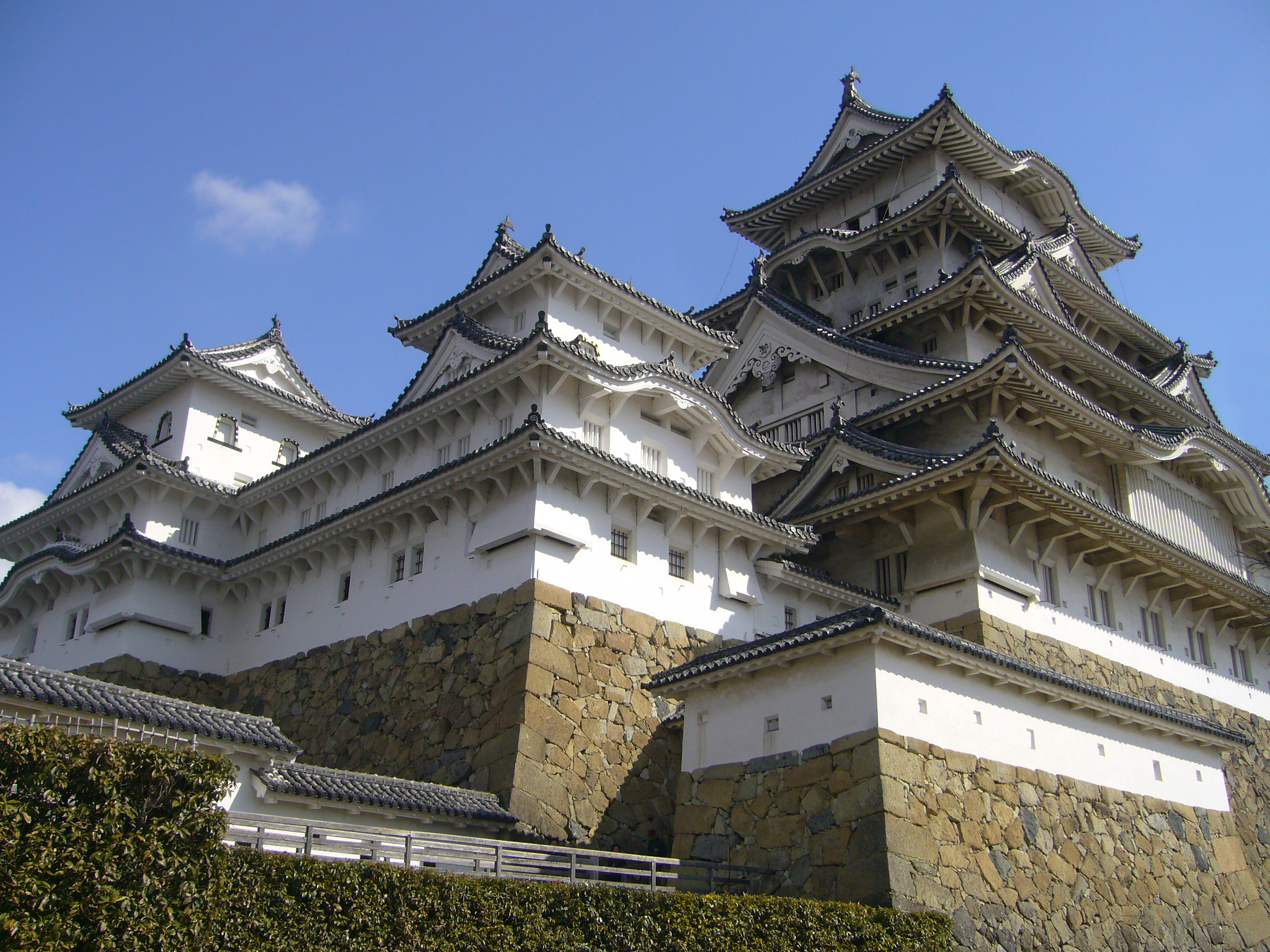
Burg Himeji
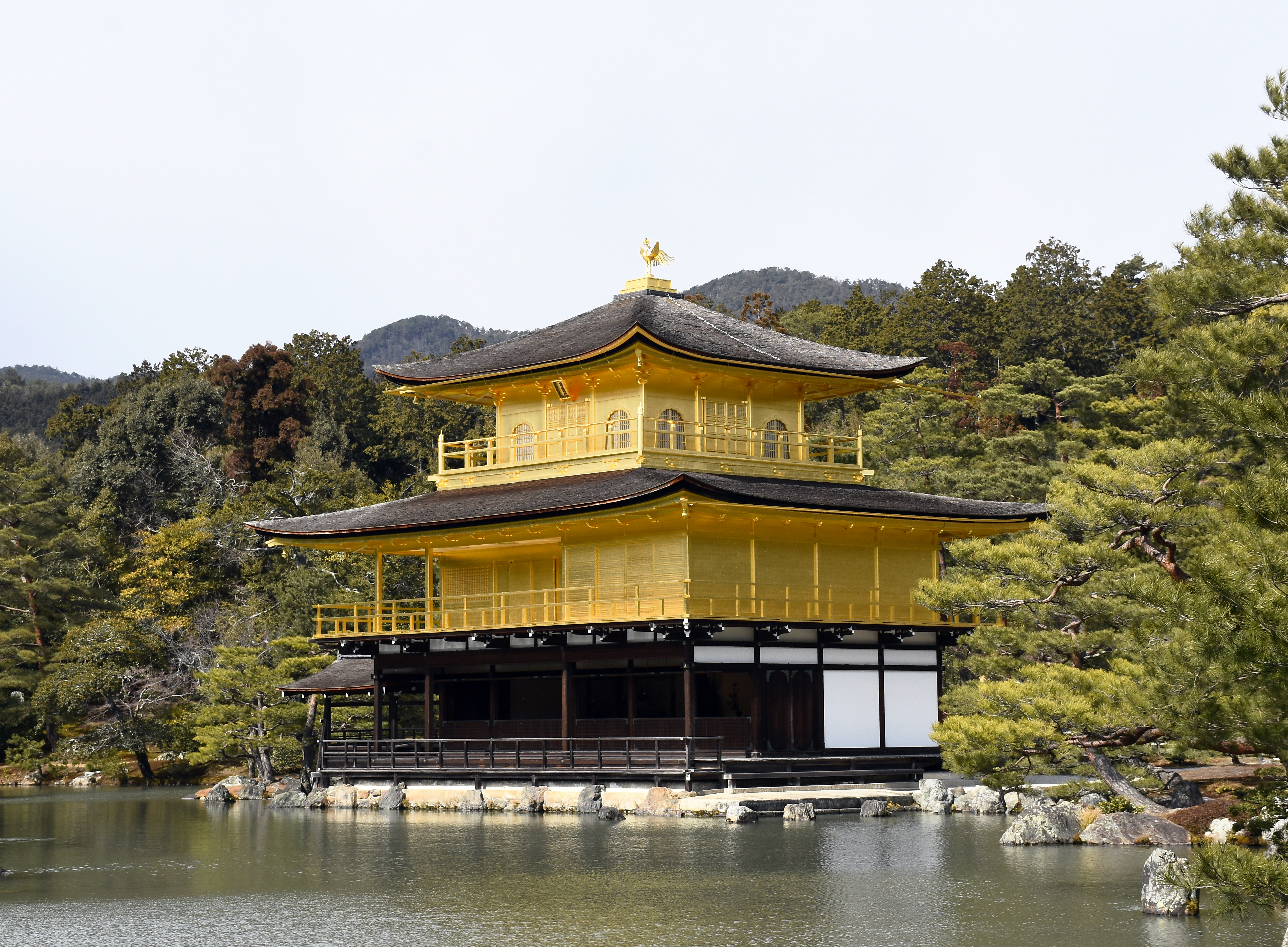
Kinkaku-ji in Kyōto
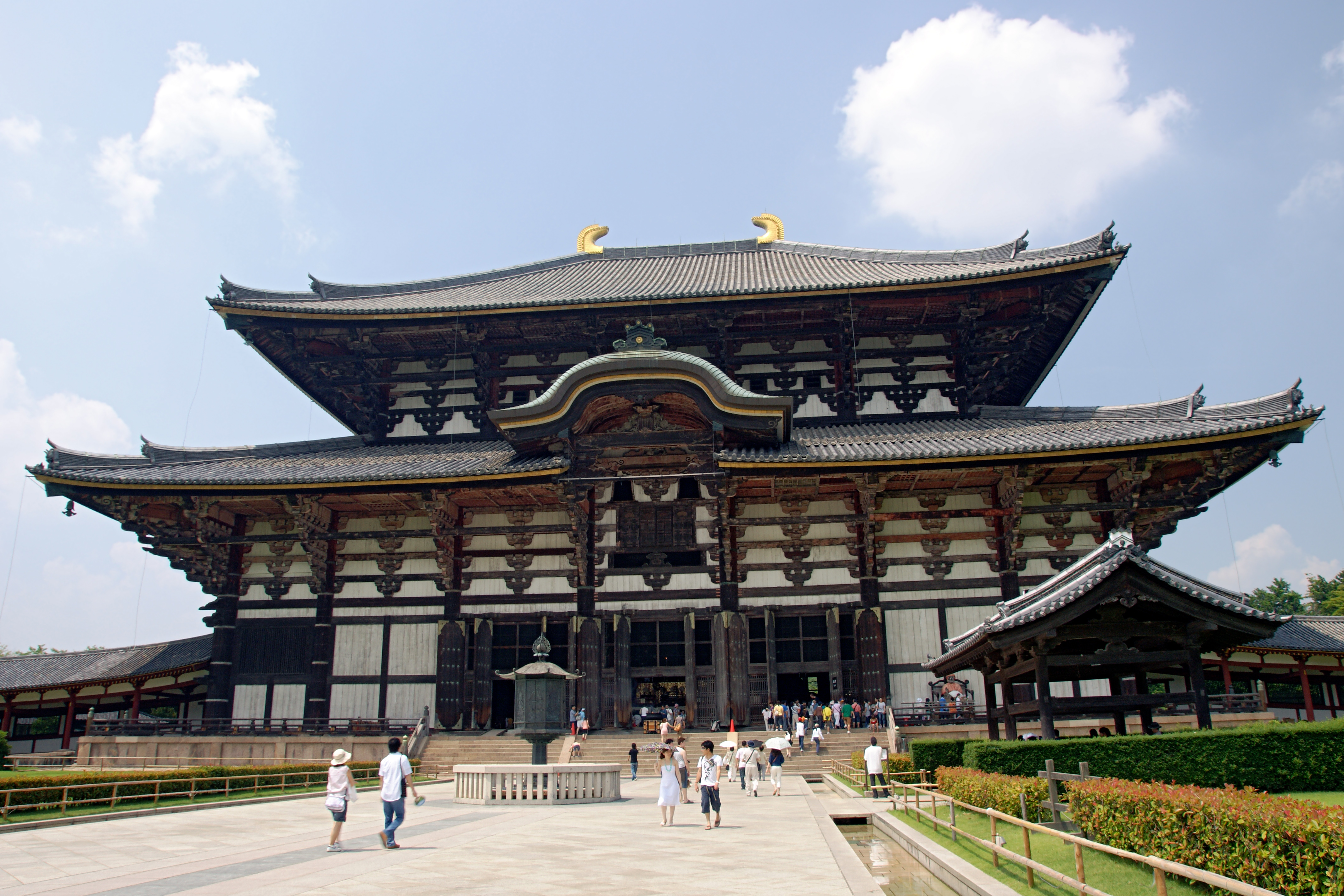
Tōdai-ji in Nara
Der Fuji
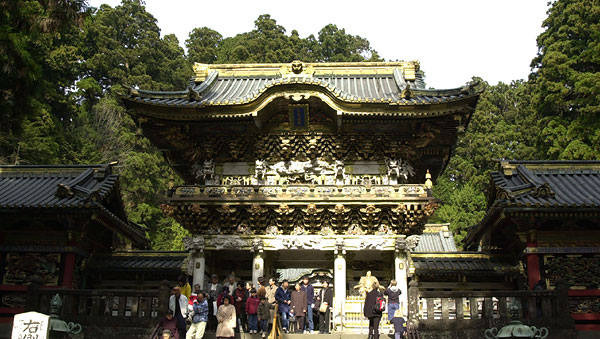
Nikkō Tōshō-gū

- 1993: Die buddhistischen Heiligtümer des Hōryū-ji
- 1993: Die Burg Himeji
- 1994: 19 Baudenkmäler und Gärten in Kyōto und Ōtsu
- 1995: Historische Dörfer von Shirakawa-gō und Gokayama
- 1996: Die Atombombenkuppel, die Ruine der Industrie- und Handelskammer in Hiroshima
- 1996: Der Itsukushima-Schrein auf der Insel Miyajima
- 1998: Baudenkmäler und Gärten in Nara
- 1999: Tempel und Schreine von Nikkō
- 2000: Archäologische Stätten der Ryūkyū-Inseln
- 2004: Heilige Stätten und Pilgerstraßen in den Kii-Bergen
- 2007: Iwami-Ginzan-Silbermine in Ōda, Präfektur Shimane
- 2011: Tempel, Gärten und archäologische Stätten von Hiraizumi
- 2013: Vulkan Fuji
- 2014: Seidenspinnerei und Seidenfabrik in Tomioka
- 2015: Stätten Japans industrieller Meiji-Revolution: Eisen und Stahl, Schiffsbau und Kohlebergbau
- 2016: Nationalmuseum für westliche Kunst, das architektonische Werk von Le Corbusier

## Religion

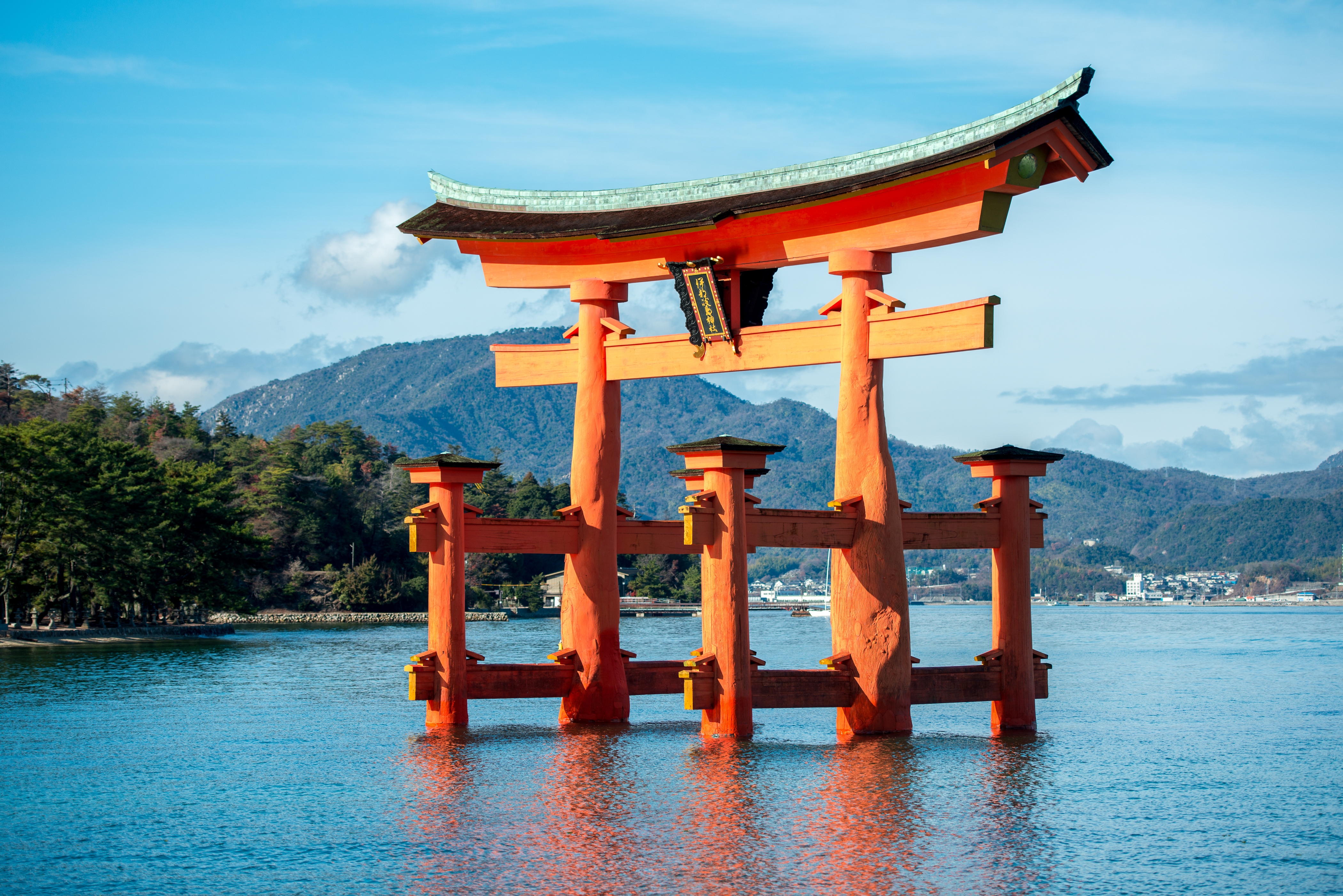
Torii des Itsukushima-Schreins, Miyajima

### Malerei und Grafik

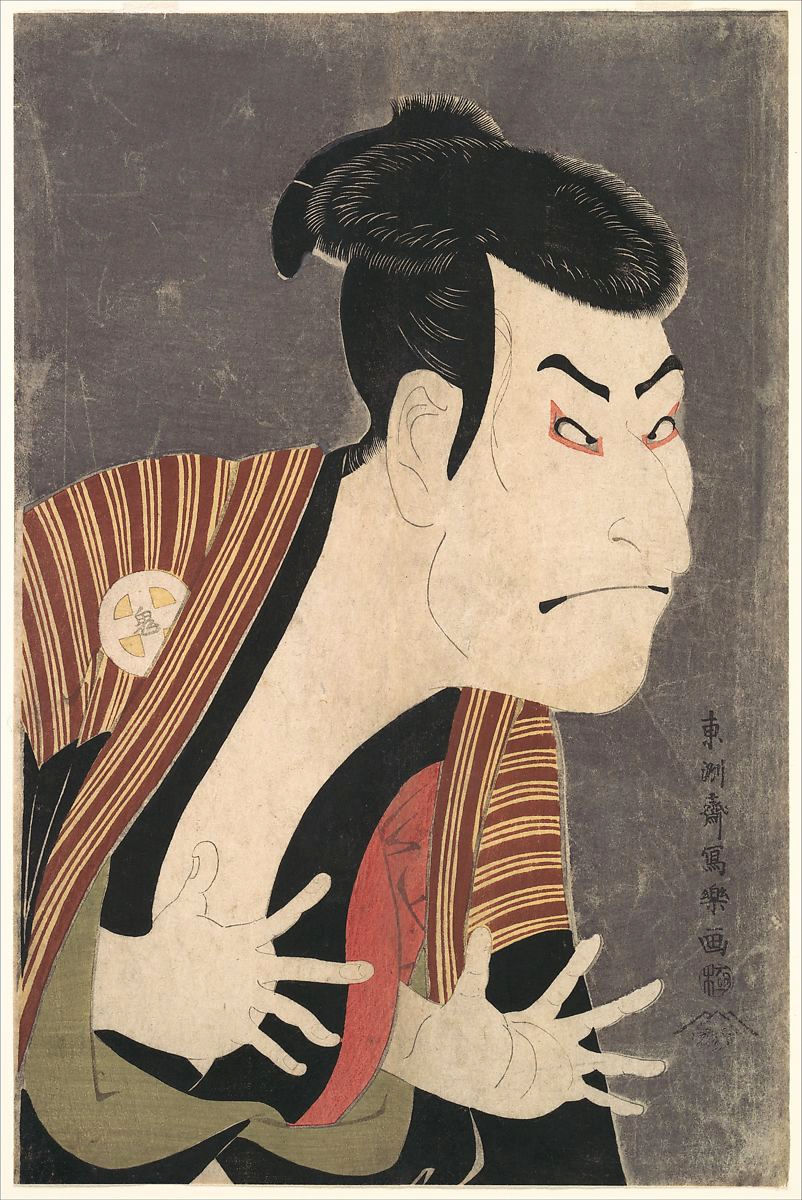
Ukiyo-e, Porträt eines Kabuki-Schauspielers von Toshusai Sharaku (1794)

### Gartenkunst

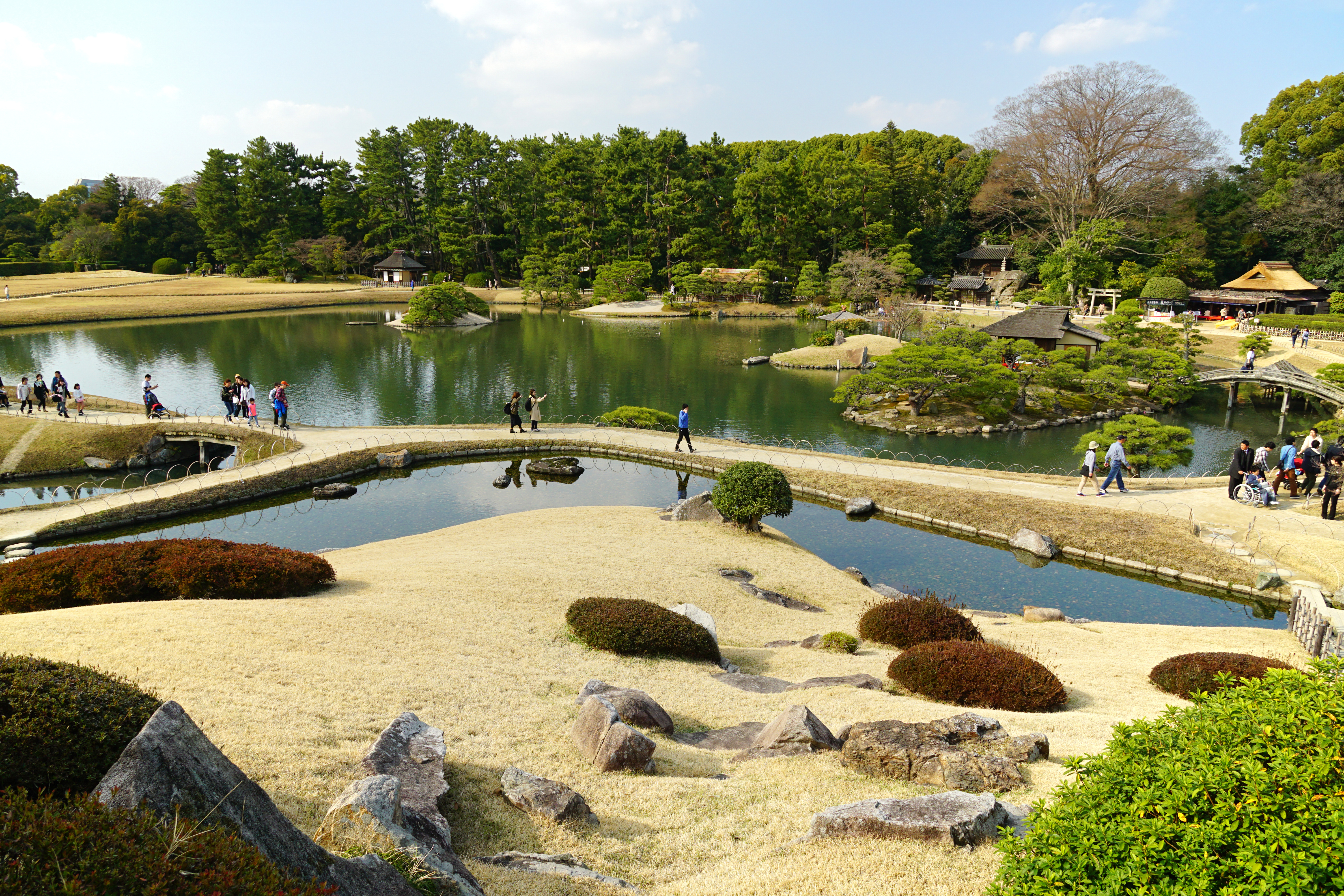
Kōraku-en, Okayama

## Sprache und Schrift

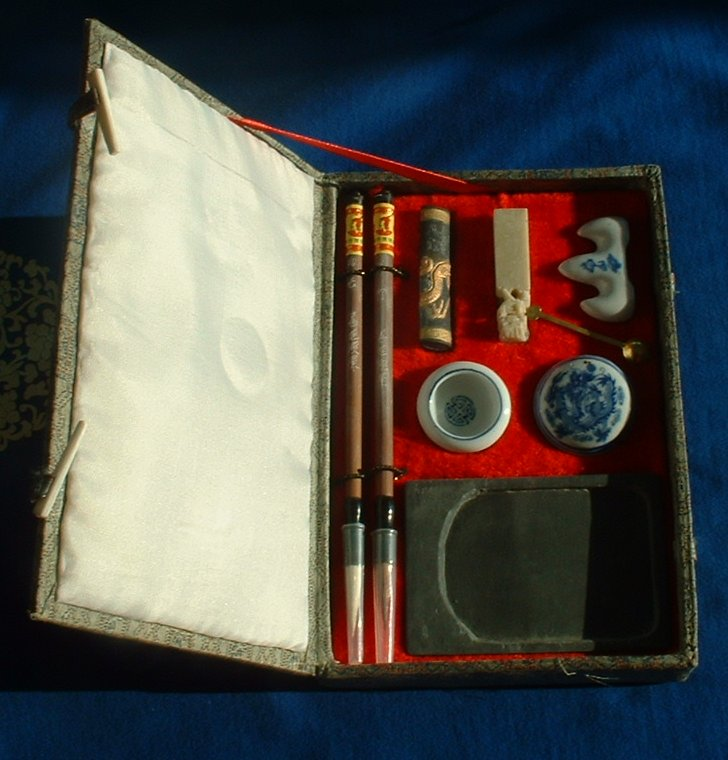
Die Vier Schätze des Gelehrtenzimmers

- Japanische Sprache
- Japanische Schrift
- Japanische Anrede
- Japanischer Name
- Japanische Kalligraphie (Shodō)

### Literarische Bewegungen
- Kokugaku